# Katharine Cullen
Katherine Cullen (9 giugno 1975) è un'attrice australiana, figlia degli attori Max Cullen e Colleen Anne Fitzpatrick.

## Biografia
Katharine Cullen frequenta il McDonald College High School of Performing Arts. Si laurea in arte drammatica presso il NIDA (Istituto Nazionale di Arte Drammatica) e consegue un BFA Hons, MFA presso il College of Fine Arts (COFA), Università del New South Wales. Ottiene un Diploma di recitazione presso The Ensemble Studios.
Debutta al cinema ha interpretando un bambino selvaggio in Mad Max Beyond Thunderdome per la regia di George Miller. Successivamente interpreta Little Pam in A Girl's Own Story di Jane Campion, e Frances nella serie televisiva proiettata a livello internazionale Hills End. Il suo ruolo più conosciuto in Italia è quello di Alana, la protagonista di in The Girl From Tomorrow e del suo sequel The Girl from Tomorrow Part II: Tomorrow's End, una popolare serie televisiva di fantascienza per bambini che ha generato libri, newsletter, club di fan e premi internazionali, comprese le nomination per tre (AFI) Australian Film Institute Awards . In Italia le due serie sono state trasmesse come una serie unica.
Successivamente Katharine ha debuttato sul a teatro all'età di 24 anni all'Opera House per la Sydney Theatre Company in A Month in the Country con il personaggio di Vera, diretta da Lindy Davies e successivamente ha interpretato la signora Fainall, la figlia di Lady Wishfort interpretata da Miriam Margolyes, nella produzione del Sydney Theatre Company di The Way of the World diretta da Gale Edwards . Ha inoltre recitato, nelle produzioni dell'Ensemble Theatre in Humble Boy per l'Ensemble Theatre e al fianco di suo padre, l'attore Max Cullen, in I Ought to be in Pictures di Neil Simon. Entrambe le commedie dirette dal direttore artistico dell'Ensemble Sandra Bates. Una recensione dell'epoca affermò "L'interpretazione della Cullen di ragazza schietta e coraggiosa, è magnifica. È notevole la sua capacità di impregnare il suo personaggio con un delicato mix di fragile vulnerabilità sovrapposta a una schietta fiducia"
Successivamente la Cullen ha continuato a lavorare a teatro con la Sydney Theatre Company interpretando Brecht e per il Belvoir St Theatre come Titania in Sogno di una notte di mezza estate . Nel 2010, Cullen è apparsa in Il gabbiano di Anton Čechov per la Siren Theatre Company. Questa è la citazione di una recensione dell''epoca: "Una menzione speciale deve andare a Masha di Katharine Cullen, la cui passione non corrisposta per Konstantin provoca alcune delle scene più divertenti e tristi... Lo sfogo alla vodka della Cullen ha suscitato un applauso spontaneo e meritato ". Torna a lavorare nell'Ensemble Theatre alla fine dell'anno 2010 ed interpreta Grace in Between Us, e successivamente, sempre per loro, è Kyra in Skylight di David Hare nel luglio 2012.

## Teatro
- "Skylight" di David Hare, Ensemble Theatre "Kyra". Dir. Mark Kilmurry 2012[11]
- "Between Us" di Joe Hortua, Ensemble Theatre "Grace". Dir. Jennifer Don 2010
- "The Seagull" di Anton Chekhov, Siren Theatre Company. "Masha". Dir. Kate Gaul 2010
- "NRMA Commercial". Radical Media. Dir. Sean Kruck 2010[12]
- " Sogno di una notte di mezza estate " di William Shakespeare, Belvoir St Theatre. "Hippolyta / Titania" Dir. Eamon Flack 2009
- "Summerfolk" di Maxim Gorky, Workshop sul teatro di Belvoir St. "Varya". Dir. Eamon Flack 2009
- "Mother Courage / Caucasian Chalk Circle " di Bertolt Brecht, Sydney Theatre Company. "Kattrin / Grusha" Dir. Lee Lewis 2009
- "Dirtyland / Return to Earth". di Elise Hearst e Lally Katz, The Australian National Play Festival. "Anya / Jeanie". Dirs. Susie Dee e Jon Halpin 2009
- "Gallipoli". Compagnia teatrale di Sydney. Dir. Nigel Jamison 2008
- "Humble Boy" di Charlotte Jones, Ensemble Theatre. "Rosie Pye". Dir. Sandra Bates 2004
- "La via del mondo" di William Congreve, Sydney Theatre Company. "Mrs Fainall". Dir Gale Edwards 2003
- " The Vagina Monologues " di Eve Ensler. Adrian Bohm presenta 2002
- "Dovrei essere nelle immagini" di Neil Simon, Ensemble Theatre. Libby. Dir. Sandra Bates 2001

## Filmografia

### Cinema
- A Girl's Own Story, regia di Jane Campion - cortometraggio (1984)
- Mad Max oltre la sfera del tuono (Mad Max Beyond Thunderdome), regia di George Miller e George Ogilvie (1985)

### Televisione
- Hills End, regia di Di Drew – film TV (1988)
- Elvis – serie TV (1990)
- La ragazza del futuro (The Girl from Tomorrow) – serie TV, 24 episodi (1991-1992)
- The Girl from Tomorrow, regia di Kathy Mueller – film TV (1992)
- The Adventures of Sam – serie TV, episodi 1x02-1x13, voce (1997)
- House Gang – serie TV, episodio 2x04 (1998)